# Elátkozott udvar (film)
Az Elátkozott udvar (eredeti cím: Проклета авлија / Prokleta avlija) 1984-ben bemutatott jugoszláv televíziós filmdráma, amely Ivo Andrić azonos című regénye alapján készült. Az élőszereplős játékfilm rendezője és írója, Milenko Maričić producere Zoran Milatović. A film zenéjét Vojislav Kostić szerezte. A tévéfilm a Radio Television of Serbia gyártásában készült.
Jugoszláviában 1984. december 17-én, Magyarországon 1989. november 16-án vetítették le a televízióban.

## Szereplők
| Szereplő            | Színész            | Magyar hang    |
| ------------------- | ------------------ | -------------- |
| Fra Petar Ostojic   | Petar Kralj        | N/A            |
| Camil efendija      | Dubravko Jovanović | Nagy Gábor     |
| Latifaga „Karadjoz” | Zoran Radmilović   | Szabó Ottó     |
| Covek sa naocarima  | Miloš Žutić        | N/A            |
| Haim                | Zijah Sokolović    | Usztics Mátyás |
| Ljubitelj zena      | Lazar Ristovski    | N/A            |
| Valija              | Dragan Maksimović  | N/A            |
| Kadija              | Tanasije Uzunović  | N/A            |
| Debeli cinovnik     | Živojin Milenković | N/A            |
| Cinovnik            | Miodrag Krstović   | N/A            |
| Zaim                | Milan Srdoč        | N/A            |
| Kirkor              | Eugen Verber       | N/A            |
| Momak sa fenjerom   | Miloš Kandić       | N/A            |

További magyar hangok: Dengyel Iván, Haraszin Tibor, Kautzky József, Kristóf Tibor, Reviczky Gábor, Sörös Sándor, Surányi Imre, Tolnai Miklós, Várkonyi András, Vass Gábor